# Odznaka „Zasłużony drukarz”
Odznaka „Zasłużony drukarz” – polskie odznaczenie resortowe ustanowione 10 listopada 1978 i nadawane przez Ministra Kultury i Sztuki jako zaszczytne wyróżnienie zawodowe przeznaczone dla:
- pracowników przemysłu poligraficznego wyróżniających się szczególnie sumiennym wykonywaniem obowiązków w pracy zawodowej i społecznej, wykazujących szczególną dbałość o mienie społeczne i odznaczających się wysokim poziomem moralnym,
- innych osób szczególnie zasłużonych w dziedzinie postępu i rozwoju przemysłu poligraficznego,
- cudzoziemcom za zasługi położone w umacnianiu i rozwoju współpracy międzynarodowej w dziedzinie przemysłu poligraficznego.

Odznaka została wycofana 11 maja 1996 wraz z szeregiem innych odznaczeń ustanowionych w okresie PRL.